# Rzęsna Ruska
Rzęsna Ruska (ukr.  Рясне-Руське) – wieś na Ukrainie, w obwodzie lwowskim, w rejonie lwowskim (wcześniej w rejonie jaworowskim); graniczy z Lwowem.
Przez Rzęsną Ruską przebiega droga międzynarodowa M10, która łączy się z polską autostradą A4. Na zachód od Rzęsnej Ruskiej leży wieś Podrzęsna, zaś na wschód dawna wieś Rzęsna Polska, w 1988 włączona do Lwowa. 
We wsi w 1884 pracował jako nauczyciel miejscowej 1-klasowej szkoły Józef Keffermüller, który w 1913 był dyrektorem 3-klasowej szkoły żeńskiej połączonej z 4-klasową szkołą pospolitą im. Królowej Jadwigi w Buczaczu. 
W 1884 w Rzęsnej Ruskiej urodził się Zenon Keffermüller. Na miejscowym cmentarzu pochowany jest Aleksy Zarycki.
W II Rzeczypospolitej wieś w powiecie lwowskim województwa lwowskiego. W marcu 1944 nacjonaliści ukraińscy z OUN-UPA zamordowali tutaj 15 Polaków.